# Lý Kế Nại
Lý Kế Nại (giản thể: 李继耐; phồn thể: 李繼耐; bính âm: Lǐ Jìnài; sinh tháng 7 năm 1942) là Thượng tướng nghỉ hưu của Quân Giải phóng Nhân dân Trung Quốc.

## Tiểu sử
Lý Kế Nại sinh ra ở Đằng Châu, tỉnh Sơn Đông vào tháng 7 năm 1942. Ông gia nhập Đảng Cộng sản Trung Quốc tháng 5 năm 1965 và gia nhập Quân Giải phóng Nhân dân Trung Quốc vào tháng 12 năm 1967. Ông tốt nghiệp khoa Công trình Đại học Cáp Nhĩ Tân năm 1966.
Năm 1985, Lý Kế Nại được điều về cơ quan Tổng cục Chính trị làm Cục trưởng Quản lý cán bộ rồi Phó Chủ nhiệm Tổng bộ Chính trị. Tháng 11 năm 1992, ông là Phó Chính ủy Ủy ban Khoa học kỹ thuật & Công nghiệp quốc phòng. Năm 1998, khi Tổng cục Trang bị được thành lập, Lý Kế Nại được bổ nhiệm làm Chính ủy, được phong quân hàm Thượng tướng năm 2000. Năm 2002, ông được bổ nhiệm làm Chủ nhiệm Tổng cục Trang bị đồng thời được bầu làm Ủy viên Quân ủy Trung ương Đảng Cộng sản Trung Quốc. Một năm sau, ông được bầu làm Ủy viên Ủy ban Quân sự Trung ương Cộng hòa Nhân dân Trung Hoa.
Tháng 4 năm 2004, khi Từ Tài Hậu được bầu giữ chức Phó Chủ tịch Quân ủy Trung ương, Lý Kế Nại được bổ nhiệm làm Chủ nhiệm Tổng cục Chính trị thay thế. Tháng 11 năm 2007, tại Đại hội Đảng Cộng sản Trung Quốc lần thứ 17, Lý Kế Nại tiếp tục được bầu làm Ủy viên Trung ương Đảng, Ủy viên Quân ủy Trung ương. Tháng 10 năm 2012, trước Đại hội Đảng Cộng sản Trung Quốc lần thứ 18, Lý Kế Nại nghỉ hưu, thay thế ông là tướng Trương Dương.
Lý Kế Nại là Ủy viên Dự khuyết Uỷ ban Trung ương Đảng Cộng sản Trung Quốc khóa 14 và là Ủy viên chính thức Ban Chấp hành Trung ương Đảng Cộng sản Trung Quốc các khóa 15, 16 và khóa 17.